# Эмис, Сьюзи
Сьюзи Эмис (англ. Suzy Amis, род. 5 января 1962) — американская актриса и фотомодель.

## Жизнь и карьера
Сьюзан Элизабет Эмис родилась в Оклахома-Сити и начала карьеру фотомодели в Париже сразу после окончания средней школы. В 1980 году её тётя отправила снимки Эмис в Ford Models, и вскоре она заключила контракт с агентством. В 1984 году Сьюзи Эмис дебютировала в качестве актрисы в одном из эпизодов телесериала «Полиция Майами», после чего появилась в фильме «Фанданго». В 1986 году она выиграла премию Theatre World Award за роль в офф-бродвейской постановке «Свежие лошади».
Завершив модельную карьеру, Эмис сыграла в фильмах «Чикаго блюз» (1987), «Ракета на Гибралтар» (1988), «Смерч» (1989) и «Дом там, где сердце» (1990). Её наибольшим успехом в карьере стала главная роль в вестерне 1993 года «Баллада о маленькой Джо», где она сыграла молодую женщину, которая, живя в девятнадцатом веке, переодевается в мужчину, чтобы пересечь страну, убегая из своего родного города. Эмис была номинирована на премию «Независимый дух» за лучшую женскую роль за свою игру в фильме. Впоследствии она сыграла главную женскую роль в триллере «Сметённые огнём», а также появилась в фильмах «Подозрительные лица» и «Титаник», в последнем из которых сыграла внучку героини Глории Стюарт.
С 1985 по 1994 год была замужем за актёром Сэмом Робардсом и в апреле 1990 года родила ему сына. С 4 июня 2000 года Эмис замужем за режиссёром Джеймсом Кэмероном, с которым они познакомились на съёмках фильма «Титаник». У них трое детей.